# Casas Mudéjares de Badajoz
Las Casas Mudéjares pertenecen al conjunto mudéjar de la ciudad de Badajoz (España) en los que también entran las portadas de la antigua Iglesia de la Consolación, el portal del antiguo convento de las Trinitarias, el Palacio de los Condes de la Roca, el remate de la Torre de Espantaperros... Lo que hace de ellas un lugar singular, es el hecho de que sean el último vestigio de unos modos constructivos y estilísticos mucho más frecuentes en el casco antiguo de Badajoz de lo que se aprecia en la actualidad.

## Historia
Se desconoce la fecha exacta de su construcción, aunque se cree que datan de la Edad Media avanzada. En una de ellas se aprecia un arco apuntado en una ventana de la fachada, de estilo medieval, pero probablemente construido en el siglo XV. La ubicación y la presencia de pórticos en su fachada muestran una clara relación con el área de mercado establecida en torno a la Puerta del Capitel. En las fachadas de las dos casas se pueden apreciar además unas curiosas cruces cristianas en relieve.

## Fachada e interiores
Lo que más llama la atención es su fachada principal con arcos sobre columnas y pilares, predominantemente ladrillo y tapia. Los pilares y columnas de la fachada, de origen visigodo, son piezas reutilizadas que probablemente procedan de antiguas construcciones del interior de la Alcazaba. La ventana de estilo gótico que se observa en una de ellas es considerada como un arcaísmo constructivo.
La restauración de estas casas comenzó en el año 2004 y finalizó en 2008. Actualmente acogen la Concejalía de Turismo y el centro de información turística y acogida de visitantes.
En 2010 se ha abierto al público un patio interior de las casas el cual Los restos de un jardín porticado árabe, quizás del siglo XII, aun con el apoyo de una de las columnas de la galería. Este patio o jardín presenta en el centro un espacio cuadrado hundido en el que se situaban las plantas. También ha aparecido perfectamente conservado un cantero que servía para la conducción del agua, el cual estaba decorado con motivos geométricos de color rojo que se han mantenido en algunas zonas del patio y que están a la espera de restauración. En el centro del jardín hay una pila de ladrillo que tiene forma gallonada y que ha aparecido con todos sus elementos, aunque ha perdido el revestimiento original de yeso.